# Jérôme de Waerseghere
Jérôme de Waerseghere fut un prélat de l'abbaye de Parc, monastère de l'ordre des Prémontrés fondé en 1129 dans le duché de Brabant, en Belgique actuelle, près de Louvain, et toujours en activité en 2021.
Il s'agit du 38e abbé, ayant administré l'abbaye entre 1719 et la date de sa mort en 1730. L'abbé Jérôme de Waerseghere s'est révélé être un entrepreneur remarquable, ayant complètement reconstruit le quartier abbatial et transformé l'église. Le style de l'abbatiale fut en effet modifiée selon le goût de l'époque, l'ancien temple roman étant devenu une église néo-romaine. En 1729 et 1730 fut construit par ailleurs la tour carrée de l'église.

## Parcours

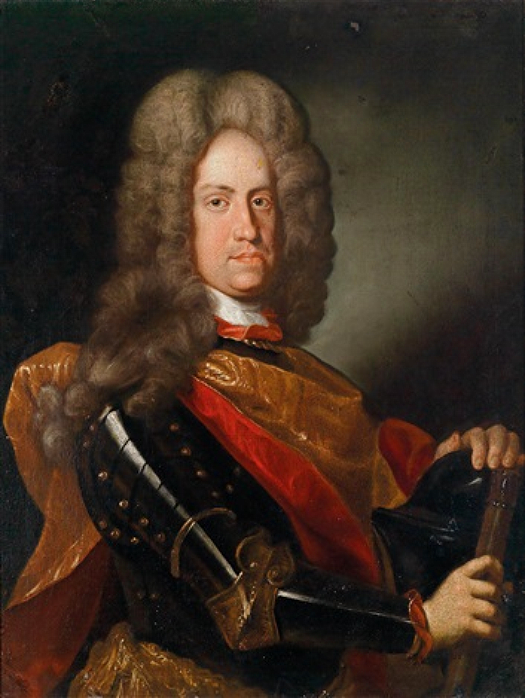
L'empereur Charles VI

Jérôme de Waerseghere nait à Louvain, de famille noble, le 8 avril 1668. Il devient profès en 1692, prêtre en 1694, bachelier en théologie en 1700, sous-prieur et maître des novices en 1703, puis est élu abbé de Parc le 28 mai 1719, confirmé à la prélature par lettres patentes de Charles VI le 3 juin 1719, bénit en la métropole de Malines le 16 juillet 1719,. Il meurt le 3 mars 1730, son oraison funèbre étant prononcé le 23 mai 1730 par Albert Sweerts de l'ordre des Ermites de saint Augustin.

## Abbatiat

### Généralités
Durant l'abbatiat de l'abbé Jérôme de Waerseghere, en 1726 précisément, l'abbaye regroupe 51 religieux.
Il y est historien et explique la théologie à son monastère,.

### Architecture

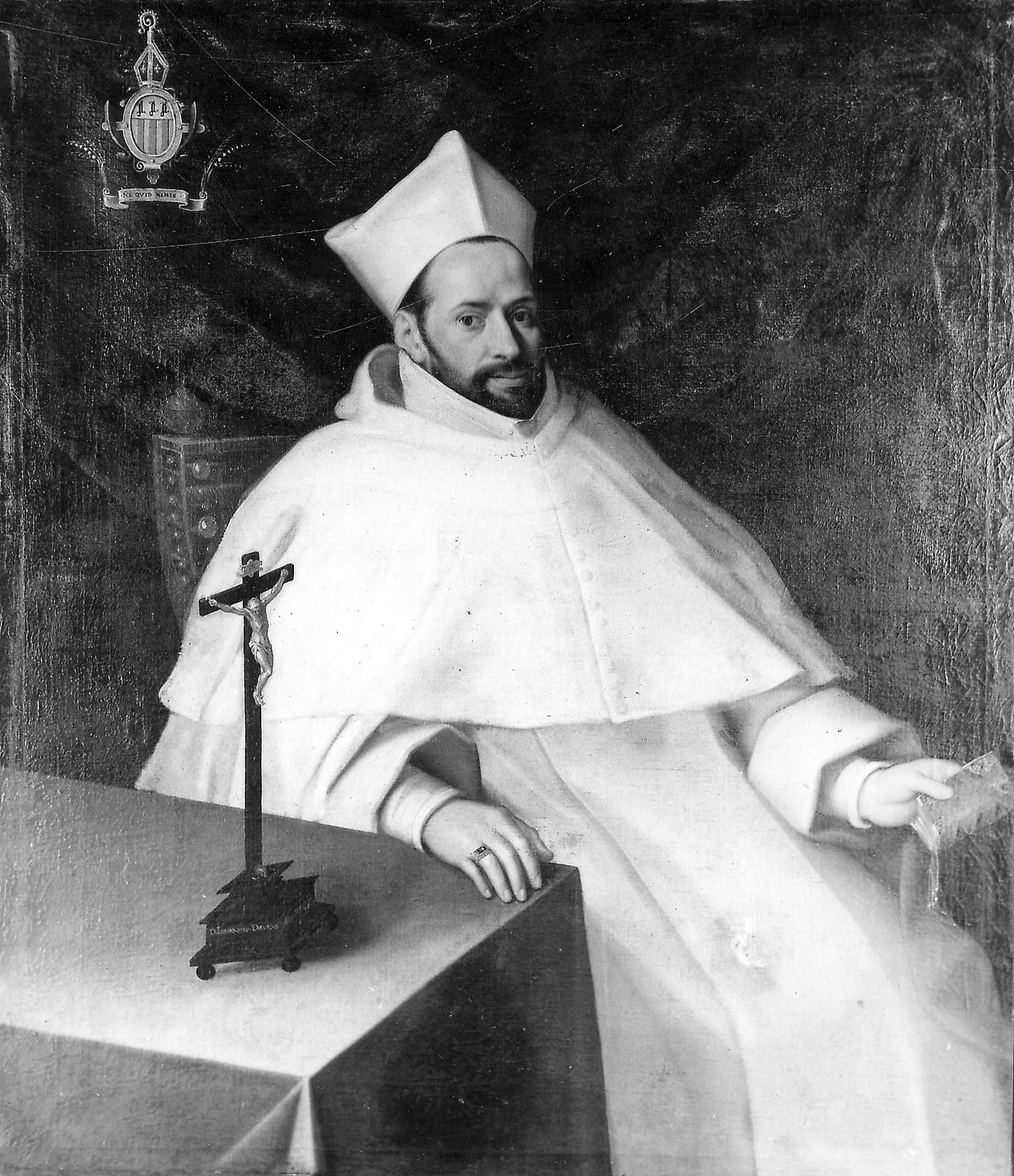
L'abbé Jean druys

Entre 1722 et 1729, il commence et achève la reconstruction du quartier abbatial et de l'église.
En 1722 et 1723, il fait élever les deux pavillons servant de portes d'entrée. En 1724, il fait reconstruire le quartier du proviseur, la façade du quartier abbatial, de même que la plateforme avec balustrade en pierre bleue. En 1725, sont achevées d'abord la façade ouest du quartier de l'abbé, puis la porte aux lions, et enfin une autre barrière supportant des figures de lions et se trouvant à l'entrée du monastère.
S'agissant de l'église, l'abbé Jérôme de Waerseghere modifie son style selon le goût de l'époque, c'est-à-dire que l'ancien temple roman est transformé en église néo-romaine, les travaux étant achevés vers la fête de la Toussaint 1728 : 
- disparition des ailes des transepts ;
- démolition de quatre des colonnes, les autres rehaussées de 16 à 40 pieds ;
- conservation seule des fenêtres du chœur et des collatéraux agrandies en forme d'anse de panier ;
- ornementation de l'église modernisée.

En 1729 est posé le pavé du chœur en marbres de rapport.
Du printemps à l'hiver de cette année 1729, on construit la tour carrée de l'église jusqu'à la corniche, alors que l'année suivante on y place la charpente,.
Comme vis-à-vis du 33e abbé de Parc Jean Druys, J.E. Jansen regrette que toutes ces innovations aient fait perdre, surtout à l'église, les derniers vestiges de la construction primitive, en dépit du cachet imposant et fastueux donné au quartier abbatial et aux portes.

### Ornementations
Le 28 janvier 1730, François Cuisters effectue la menuiserie d'un nouveau maître-autel et des boiseries latérales du chœur pour la somme de 1 000 florins, le sculpteur Jacques Bergé entreprenant l'ornementation de cet autel en forme d'hémicycle et réalisant les bas reliefs du chœur.   
Jacques Bergé est aussi l'artiste retenu pour l'érection d'un mausolée à la mémoire des prédécesseurs de l'abbé Jérôme de Waerseghere,.

## Postérité

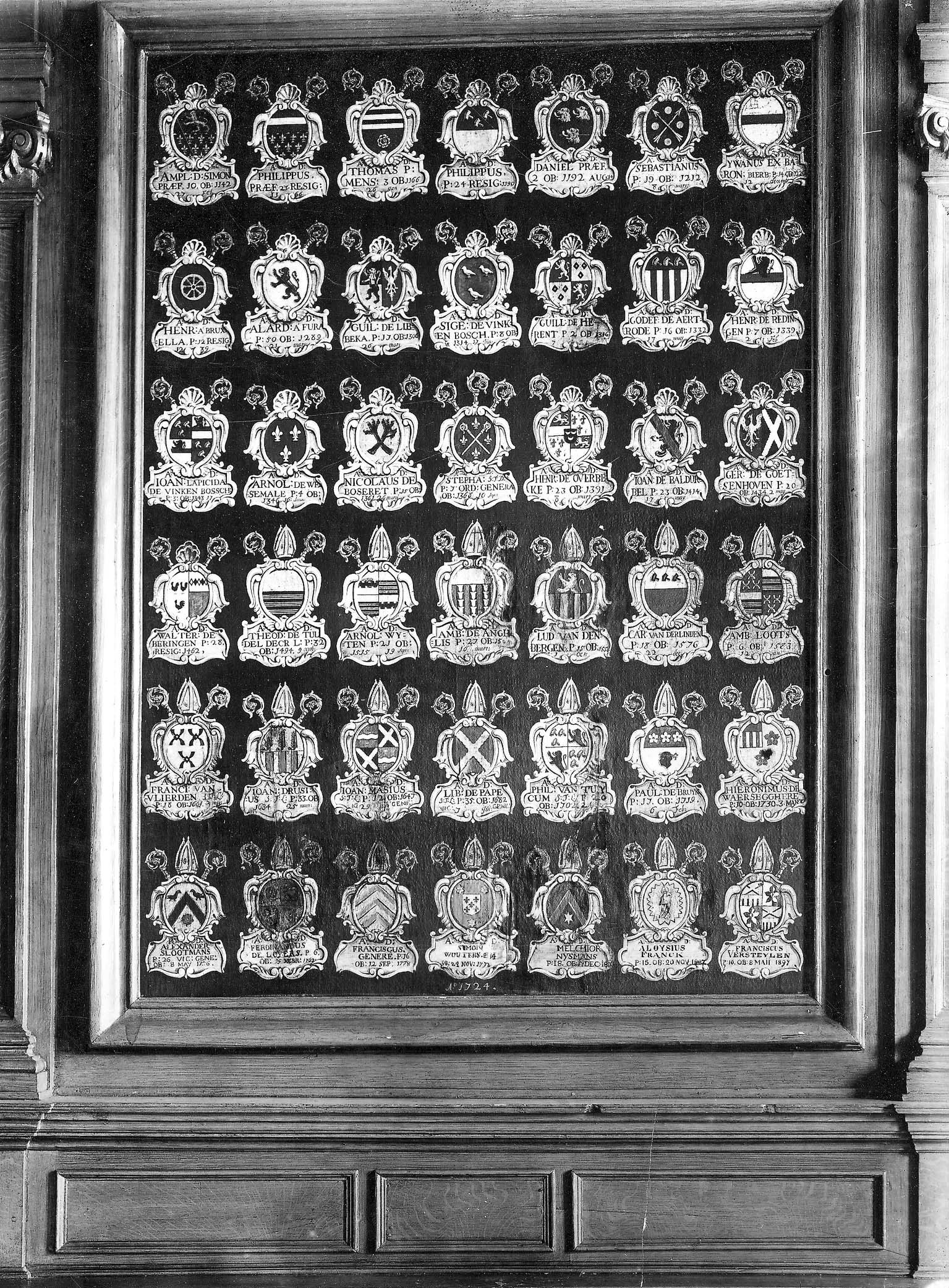
Tableau des armes des abbés de Parc (1724)

### Indication posthume
Dans son ouvrage cité plus bas, J.E. Jansen accompagne la chronologie de l'abbé Jérôme de Waerseghere d'une indication en latin le concernant et qu'un outil informatique traduit par : « Si vous regardez la volonté de cet homme, elle est à nul autre pareille. »

### Portrait
Le portrait de l'abbé Jérôme de Waerseghere existe à l'abbaye de Parc.

### Armes de l'abbé
Le blasonnement des armes de l'abbé Jérôme de Waerseghere est : « D'or, à trois quintefeuilles de gueules ; au franc-quartier d'or à trois pals d'azur, au chef de gueules », la devise associée à ces armes étant : « Deus verax »,
Ces armes, empruntées à sa famille, sont conservées à l'abbaye de Parc.
Un examen de l'armorial des abbés de Parc permet en outre de rapprocher les armes de l'abbé Jérôme de Waerseghere de celles de tous les autres abbés de l'établissement religieux.